# Priestley Peak
Der Priestley Peak ist ein markanter Berg im ostantarktischen Enderbyland. Er ragt am Südufer der Amundsenbucht zwischen Mount Pardoe und Mount Tod auf.
Teilnehmer der British Australian and New Zealand Antarctic Research Expedition (1929–1931) unter der Leitung des australischen Polarforschers Douglas Mawson entdeckten ihn am 14. Januar 1930. Mawson benannte den Berg nach dem britischen Geologen und Polarforscher Raymond Priestley (1886–1974), Teilnehmer an der Nimrod-Expedition (1907–1909) des britischen Polarforschers Ernest Shackleton und an der Terra-Nova-Expedition (1910–1913) des britischen Polarforschers Robert Falcon Scott.